# Jennifer Bini Taylor
Jennifer Bini Taylor (* 19. dubna 1972, Hoboken, New Jersey, USA) je americká herečka. Její nejznámější role je Chelsea Melini v seriálu Dva a půl chlapa.

## Mládí
Narodila se v Hobokenu v New Jersey a vyrůstala v Coral Springs na Floridě. V roce 1995 byla 4. a v roce 1996 byla 2. v soutěži Miss Florida USA. 

## Osobní život
Žije v Los Angeles spolu se svým manželem Paulem Taylorem a dvěma dětmi. 

## Filmografie

### Film
| Rok  | Název                               | Role              | Poznámky |
| ---- | ----------------------------------- | ----------------- | -------- |
| 1998 | Nebezpečné hry                      | Barbara Baxter    |          |
| 1998 | Svatý muž                           | Dívka ve vířivce  |          |
| 1998 | Vodonoš                             | Rita              |          |
| 2005 | Co je šeptem ...                    | Jocelyn Richelieu |          |
| 2012 | 100,000 Zombie Heads                | Zuhara            |          |
| 2013 | Ashley                              | Stacy Collins     |          |
| 2014 | Like a Country Song                 | Mia Reeson        |          |
| 2015 | A Date to Die For                   | Rachel Edwards    |          |
| 2015 | Street Level                        | Samantha          |          |
| 2016 | A Life Lived                        | Jane              |          |
| 2016 | Emma's Chance                       | Miranda Bailey    |          |
| 2016 | Fair Haven                          | Ruby              |          |
| 2016 | Arlo: The Burping Pig               | Ilana             |          |
| 2018 | God's Not Dead: A Light in Darkness | Meg Harvey        |          |

### Televize
| Rok        | Název                                       | Role              | Poznámky                                      |
| ---------- | ------------------------------------------- | ----------------- | --------------------------------------------- |
| 1998       | Miami Sands                                 | Laura             | TV series                                     |
| 1998       | Maximum Bob                                 | Gail Tyrone       | díl: „Once Bitten...“                         |
| 2000       | Modrý Pacifik                               | Patti Wolfson     | díl: „Disrobed“                               |
| 2000       | Diagnóza vražda                             | Charmaine DuFour  | díl: „Two Birds with One Sloan“               |
| 2000       | Elitní komando                              | Kimiko            | TV film                                       |
| 2000       | Arli$$                                      | Roberta Takega    | díl: „Where There's a Will...“                |
| 2000       | Ano, drahoušku                              | Rebecca           | díl: „The Good Couple“                        |
| 2001       | Nathan's Choice                             | Julia             | Television film                               |
| 2003       | Dva a půl chlapa                            | Suzanne           | díl: „Rozchod“                                |
| 2004       | Dva a půl chlapa                            | Tina              | díl: „Chcete vidět tetování“                  |
| 2005       | Čarodějky                                   | matka Eve         | díl: „Piper na útěku“                         |
| 2006       | Las Vegas: Kasino                           | Judy McKee        | díl: „Věrnost, ochranka, porod“               |
| 2007       | Dva a půl chlapa                            | Nina              | díl: „Kožená výbava je v pokoji pro hosty"    |
| 2008       | Posel ztracených duší                       | Jill Benjamin     | díl: „Slam“                                   |
| 2008       | Unhitched                                   | Sasha             | díl: „Woman Marries Horse“                    |
| 2008–2015  | Dva a půl chlapa                            | Chelsea           | vedlejší role, 36 dílů                        |
| 2011       | Carnal Innocence                            | Susie             | TV film                                       |
| 2012–2013  | Status: Nežádoucí                           | Elsa              | 4 díly                                        |
| 2013       | The Perfect Boyfriend                       | Karen             | TV film                                       |
| 2013       | Noc zombie                                  | Karin             | TV film                                       |
| 2016       | Street Level: Behind the Scenes Featurrette | Samantha          |                                               |
| 2015       | Námořní vyšetřovací služba                  | Wendy Harris      | díl: „Ztracení chlapci“                       |
| 2016       | Máma                                        | Alissa            | díl: „Sword Fights and a Dominican Shortstop“ |
| 2016–dosud | Shameless                                   | Anne Seery        | 6 dílů                                        |
| 2016       | A Date to Die For                           | Rachel Edwards    | TV film                                       |
| 2016       | Stalked by My Mother                        | Claire Beauregard | TV film                                       |
| 2017       | Death's Door                                | Kate Corbin       | díl: „Everybody Breaks“                       |
| 2018       | Family Vanished                             | Carol             | TV film                                       |
| 2018       | Mladí a neklidní                            | Rebekah Barlow    | díl 46.68                                     |
| 2019       | In Bed With a Killer                        | Lena Mitchell     | TV film                                       |